# Mysidia limpida
Mysidia limpida är en insektsart som beskrevs av Broomfield 1985. Mysidia limpida ingår i släktet Mysidia och familjen Derbidae. Inga underarter finns listade i Catalogue of Life.